# الحب الأول (فلم 1945)
الحب الأول هو فيلم مصري تم إنتاجه عام 1945، إخراج جمال مدكور و بطولة سامية جمال، رجاء عبده.

## فريق العمل
إخراج: جمال مدكور
تأليف: أبو السعود الإبياري
إنتاج: أفلام محمد عبد الوهاب
بطولة:
- رجاء عبده
- سامية جمال
- زوزو شكيب
- بشارة واكيم
- محمود المليجي
- ثريا فخري
- جلال حرب

## روابط خارجية
- مقالات تستعمل روابط فنية بلا صلة مع ويكي بيانات